# Bistum Guajará-Mirim
Das Bistum Guajará-Mirim (lat.: Dioecesis Guaiaramirensis) ist eine in Brasilien gelegene römisch-katholische Diözese mit Sitz in Guajará-Mirim im Bundesstaat Rondônia. 

## Geschichte
Das Bistum Guajará-Mirim wurde am 1. März 1929 durch Papst Pius XI. mit der Päpstlichen Bulle Animarum cura aus Gebietsabtretungen der Territorialprälatur Porto Velho und des Bistums São Luíz de Cáceres als Territorialprälatur Guajará-Mirim errichtet. Am 3. Januar 1978 gab die Territorialprälatur Guajará-Mirim Teile ihres Territoriums zur Gründung der Territorialprälatur Vila Rondônia ab.
Am 16. Oktober 1979 wurde die Territorialprälatur Guajará-Mirim zum Bistum erhoben. Das Bistum Guajará-Mirim wurde am 4. Oktober 1982 dem Erzbistum Porto Velho als Suffraganbistum unterstellt.

## Ordinarien

### Prälaten von Guajará-Mirim
- François-Xavier Rey TOR, 1945–1966 (zuvor, von 1929 bis 1946, Apostolischer Administrator)[1]
- Luiz Roberto Gomes de Arruda TOR, 1966–1978

### Bischöfe von Guajará-Mirim
- Geraldo Verdier, 1980–2011
- Benedito Araújo, seit 2011